# 빌랄 이븐 라바

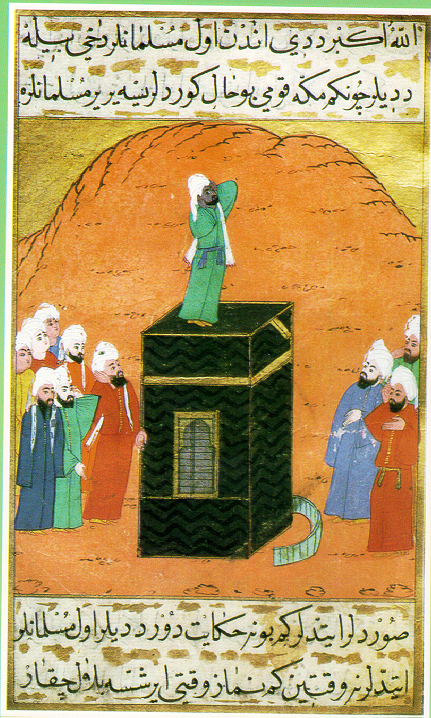

빌랄 이븐 라바(Bilal ibn Rabah, 580년 경 ~ 640년)는 이슬람의 예언자 무함마드의 가장 신망을 받은 사하바들 중 한 명이다. 메카에서 태어났으며 무함마드 스스로가 택한 역사상 최초의 무아딘으로 간주된다. 에티오피아의 전 노예였다. 60세 나이로 640년에 사망했다.

## 같이 보기
- 슬레이브워: 빌랄의 삶에 관해 다룬 2015년 애니메이션 영화